# Liodrosophila parabimaculata
Liodrosophila parabimaculata är en tvåvingeart som beskrevs av Hajimu Takada och Momma 1975. Liodrosophila parabimaculata ingår i släktet Liodrosophila och familjen daggflugor. Inga underarter finns listade i Catalogue of Life.